# Гарланд (окръг, Арканзас)
Окръг Гарланд (на английски: Garland County) е окръг в щата Арканзас, Съединени американски щати. Площта му е 1904 km², а населението – 96 024 души (2010). Административен център е град Хот Спрингс.